# Parque nacional de Iona
Parque nacional de Iona (en portugués: Parque Nacional de lona) es un parque nacional en la provincia de Namibe de Angola. Se localiza a 200 kilómetros de la ciudad de Namibe y, por su extensión en kilómetros cuadrados, es el más grande del país. Antes de la independencia de Angola y la guerra civil angoleña, Iona era un "paraíso animal, rico en caza mayor". Sin embargo, como es el caso para la mayoría de los parques nacionales de Angola, la caza ilegal y la destrucción de la infraestructura han causado daños considerables en el parque, una vez rico. El parque también es conocido por su singular flora y sus formaciones rocosas increíbles. Iona es el más antiguo y más grande parque nacional de Angola, se proclamó como reserva en 1937 y ascendió a parque nacional en 1964 por decreto de las autoridades de Portugal en Angola. Cubre 15.150 km².